# 워킹엄구

워킹엄 구의 위치

워킹엄구(영어: Borough of Wokingham)는 잉글랜드 버크셔주에 위치한 단일 자치구로 중심 도시는 워킹엄이며 면적은 178.98km2, 인구는 159,097명(2014년 기준)이다. 1998년 4월 1일에 신설되었다.